# Arhidieceza de Cracovia
Arhidieceza romano-catolică de Cracovia (în latină Archidioecesis Cracoviensis) este una dintre cele paisprezece arhiepiscopii mitropolitane ale Bisericii Romano-Catolice din Polonia, cu sediul în orașul Cracovia. În prezent are trei episcopii sufragane: Dieceza de Bielsko–Żywiec, Dieceza de Kielce și Dieceza de Tarnów.

## Istoric
Episcopia de Cracovia a fost întemeiată în jurul anului 1000, acest fapt făcând-o una dintre cele mai vechi din Polonia. Inițial episcopia a fost sufragană a Arhiepiscopiei de Gniezno. Primul episcop de Cracovia a fost un fost misionar de origine germană numit Poppon (1000-1014). 
De-a lungul timpului importanța diecezei a crescut considerabil prin implicarea episcopilor în treburile politice, orașul Cracovia fiind capitala regatului. Pe lângă asta, orașul se bucura de un mare prestigiu la nivel european datorită prezenței uneia dintre primele universități din Lumea creștină, cardinalul Zbigniew Oleśnicki (1423-1455) având o mare contribuție la dezvoltarea acesteia. Cu toate acestea, episcopul de Cracovia nu a deținut niciodată rangul de întâistătător al Bisericii poloneze, această funcție fiindu-i atribuită doar arhiepiscopului de Gniezno.
Conflictele politice și militare din secolul al XVIII-lea au dus la consecințe grave pentru dieceză. În anul 1772 episcopia a pierdut teritoriul de la sud de fluviul Vistula, pe locul căruia s-a ridicat mai târziu Episcopia de Tarnów. În 1790 porțiuni destul de mari din teritoriile din zona orașelor Kielce și Lublin au fost arondate Episcopiei de Chełm. În 1795 orașul Cracovia și dieceza au trecut sub controlul Imperiului Austriac. Abia în urma Congresului de la Viena s-a luat hotărârea ca orașul Cracovia să fie unul independent, iar episcopia să treacă în provincia mitropolitană a Arhiepiscopiei de Varșovia.
În anul 1880 Dieceza de Cracovia a fost scoasă de sub autoritatea Varșoviei și trecută sub autoritatea directă a Sfântului Scaun. În 1925 papa Pius al XI-lea a ridicat episcopia la rangul de arhiepiscopie primind trei sufragane: Dieceza de Bielsko–Żywiec, Dieceza de Kielce și Dieceza de Tarnów.
Între anii 1964-1978 Arhidieceza de Cracovia a fost condusă de cardinalul Karol Józef Wojtyla, devenit ulterior papa Ioan Paul al II-lea, primul papă polonez.